# 史匡翰
史匡翰（902年—942年4月5日），字元辅，五代十国后唐、后晋将领，雁门人。祖父史敬思，其父史建瑭，被称为“史先锋”，其兄史匡威。
史匡翰起家袭任九府都督，历任代州、辽州副使、检校太子賓客。同光初年，为岚、宪、朔等州都游奕使，改任天雄军牢城都指挥使，再加检校户部尚书，领浔州刺史。天成年间，授天雄军步军都指挥使，一年后，转任为侍卫彰圣马军都指挥使。石敬瑭即位，授检校司空、怀州刺史，把妹妹鲁国长公主嫁给他（《新五代史》误作女儿）。转任控鹤都指挥使兼和州刺史、驸马都尉，不久授检校司徒、郑州防御使，转任义成军节度、滑蒲等州观察处置、管内河堤等使。为母丁忧，随后起复本镇义成军节度使。史匡翰刚毅有谋略，治军严整，待下以礼，与部曲说话，不称其名，历任数州有政声。他喜欢《春秋左氏传》，还学者讲说，终日无倦，亲自执卷受业。被人戏称为“史三传”。为人端谨，不喜人醉酒。义成军从事关彻（关澈），狂率畅饮。一日喝酒，怒目对史匡翰说：“明公昔日为刺史，与关彻主客相随，事无不可，现在领节钺，多次不能相容。书记赵砺，是奸险之人，胁肩谄笑，贪黩无厌，明公待他甚厚，关彻现在请死。听说张彦泽碎刮了张式，没听说史匡翰斩关彻，恐天下人无法未类比。”史匡翰不怒，自罚一杯满酒来慰勉。天福六年（941年），黄河在白马决口，史匡翰祭祀河神，见一犬有角，浮在水心，非常恶心。数月后，天福七年三月十七辛未日（942年4月5日），在镇得病去世，年四十岁。赠太保。其子史彦容，历任宫苑使、濮单宿三州刺史。